# رکن‌الدین یحیی الحسینی شیرازی
رکن‌الدین یحیی الحسینی شیرازی در حکمت، ریاضی، ادب و خوشنویسی تبحر داشت. به نقل از رسالهٔ الابرار اثر جلال‌الدین محمد بنجیری دربارهٔ رکن‌الدین آمده که «حامل آثار رسول خازن برکات آل بتول و رفیق اصحاب وصول بود. با وجود کمالات صوری و معنوی بغایت حسن کتابت و انشاء و خط اصفی بنهایت خظ اوفی مخصوص بود همچنین آمده هیچ دقیقه از دقایق علوم حکیمه و ریاضیه و فنی از فنون معانی بیان نبوده که در خزینهٔ دل او دفینه نشده در هندسیات اعجاز نمود از جمله نقسیم میاه قنوات حومهٔ شیراز به قانون تخته‌واره از آثار افکار اوست.» 
تألیفات او کتاب الامزاح فی باب‌الالواح، کتاب مرصاد المنجمین، رساله حدیقه المهندسین، رساله اسرار المتالهین، رساله المجبیه فی علوم الغریبه و منهاج العابدین فی بیان‌الدین هستند. رکن‌الدین در سال ۶۰۲ هجری شمسی در کربلا درگذشت و در همانجا به خاک سپرده شد.